# トン数
トン数（トンすう、噸数）とは、船の大きさをトンを単位として表したものである。大別して体積によって表すものと質量によって表すものがある。
日本の計量法（平成4年法律第51号）の関連政令である計量単位令（平成4年政令第357号）では「トン数」の語は用いず、「トン」を特殊の計量である「船舶の体積の計量」の計量単位と規定している。

## 概要
船舶の大きさを表す数値が複数存在する理由は、船舶をどのような対象として捉えるかにより大きさの指標として適切な概念が異なるからである。船舶を運送手段として見る場合には、積載可能な貨物の「質量」・「容積」（載貨重量トン数・純トン数）を基に運送料、傭船料などが算定され得る。次に、船舶を資産として見る場合には、「どれだけ稼げるのか」ということを基に入港税や資産税（保有税）などを算定する必要がある（総登録トン数・総トン数）。さらに、軍艦等の軍事力としてみる場合には輸送力・積載力としてよりは武装をした状態での大きさ（排水量・排水トン数）で表す必要がある。
このような様々なトン数について国際的に取り決められた条約が「1969年の船舶のトン数の測度に関する国際条約」（昭和55年条約第30号）であり、同条約に基づいて日本で制定された法律が「船舶のトン数の測度に関する法律」（昭和55年法律第40号、以下「トン数法」）である。ここで測度とは、トン数法の規定に従って寸法を測りトン数を決定する一連の行為を指す。なお、船舶の長さや幅なども測度により決定される。
これら目的に応じて算出されたトン数により、運送料、用船料、保険料、通航料、船舶に関する許認可や免許・装備等の有無の規制、港湾内や運河の接岸・通航の許否、海軍軍縮条約等による保有船舶数としての規制などが適用されることになる。したがって、同一船舶について複数の「トン数」を測度し、使用することも多く見られる。
港湾内や運河の接岸・通航の許否や、水先案内の要否については、これらの「トン数」の他、その性格上、「船の長さ」「船幅」「喫水」によって規制されることもある。

## 計量法で定めるトン数の単位
日本の計量法（平成4年法律第51号）の関連政令である計量単位令（平成4年政令第357号）では「トン数」の語は用いず、特殊の計量である「船舶の体積の計量」の計量単位として「トン」を規定しており、後述の国際総トン数を採用して「立方メートルの三百五十三分の千」すなわち1000/353 m3（約 2.832 861 m3）と定義している。計量単位の記号による表記を定める計量単位規則（平成4年通商産業省令第80号）では、「船舶の体積の計量」の計量単位「トン」の記号は T と定めている。

## 総トン数
総トン数は船舶の大きさを示すのに用いる指標である。別名としてグロストン （gross tonnage、略称として G.T., G/T, GT）があり、過去には総登録トン数（gross register tonnage、略称として GRT）と表記されることがあった。単に「総トン数」と表記された場合には「国際総トン数」を表すのか「国内総トン数」を表すのか注意を要する。
国際総トン数
トン数法第4条にて規定。政府間海事協議機構（現・国際海事機関）において制定された「1969年の船舶のトン数の測度に関する国際条約」に基づいて、国際的に統一された計測方法により算出される船舶の大きさを表す数値で、主に客船・貨物船などの商船や漁船の大きさを示す際に用いられる。船内の総容積に条約で定められた係数を掛けて算定する。
その算定方法は国際総トン数をt、係数をk、船内総容積をV（立方メートル）とすると
{\displaystyle k=0.2+0.02\log _{10}V}
{\displaystyle t=k*V}
として計算する。
 
かつてイギリスにおいてムアサム・システムによるトン数算出方法が導入される際に、イギリス籍船の全船舶のトン数を総合計した数値と、ムアサム・システムによって算出した全船舶の容積の総合計した数値の比が1トンあたりおよそ100立方フィートとなったため、1登録トン＝船舶の密閉空間100立方フィートと定め、その総和を総登録トン数 (gross register tonnage; GRT) とした。また日本でムアサム・システムを導入した船舶積量測度法が作られたが、日本ではメートル法が採用されたため、立方フィートを立方メートルに換算し、1000/353立方メートルが1トン（ton）とされた。すなわち1トン = 約2.832 861立方メートルである。
ムアサム・システムは船舶内の部屋の使用目的に応じて、その特定部分の容積のみをトン数算出のために使用するものであった。しかし「1969年の船舶のトン数の測度に関する国際条約」では船舶内の全容積をトン数算出のために使用することとなった。そのためトン数算出のために使用される容積は旧来のムアサム・システムより増加することとなったが、トン数を基準に法律などが整備されている海事業界の混乱を防ぐため、条約方式で算出された容積に係数を掛けて、旧来のムアサム・システムで算出した際のトン数と条約方式で算出した際のトン数の差が大きくならないよう対応された。
このため現在の国際総トン数は1トン＝100立方フィートではない。
総トン数
トン数法第5条にて規定。日本国内で適用される総トン数。「国内総トン数」「登録総トン数」と表記されることがある。国際総トン数にさらに係数を乗じて得たトン数であり、この数値に「トン」を付して表す。国際総トン数より小さな値になる。日本国籍を持つ船舶（小型船舶や漁船なども含む）で用いられるトン数である。

## 重量トン数
載貨重量トン数（dead weight tonnage）
トン数法第7条。貨物（船舶に搭載する燃料等も含む）の最大積載量の重量。積載重量トン、「D.W.T.」「DWT」と表記されることがある。計画満載喫水線に至るまで貨物を満載した時の満載排水量から、 貨物・旅客の他、燃料・潤滑油・バラスト水・タンク内の清水及びボイラ水・消耗貯蔵品・旅客及び乗組員の手回品を除いた軽荷排水量を引いて求める。
排水トン数（displacement tonnage）
船舶のトン数の測度に関する法律施行規則（昭和56年運輸省令第47号）第50条 - 58条。船の排水量。船舶の自重と積載貨物・人員・燃料・食料等の重量の総和に等しい。英トンまたはメートルトンで表される。主に軍艦・自衛艦の大きさの表示に用いられる。軍艦等は積荷である武器の弾薬や燃料、そして将兵たちの糧食の搭載量の多寡よりも武装そのものが重要であり、積荷たる弾薬や燃料による総重量の変化を考慮する必要性が乏しいため、主に排水トン数を用いる。排水量の細別は排水量の項目に詳しい。
（測定法）
船舶の喫水線下の体積と同容量の海水の重量は船の重量と等しい（アルキメデスの原理）。ただし排水トン数は真水の排水量であるため、平均海水の比重 1.025 を乗じて排水トン数を求める。

## その他
- 純トン数（ネットトン）（Net tonnage） - トン数法第6条。総トン数から航行に必要な部分の容積を除いたもの。すなわち、貨物や旅客のためだけに使われる部分の容積。「NT」「N/T」「N.T.」と表記されることがある。船にかかる税金（例えば、とん税、特別とん税）や手数料は純トン数を元に計算される。

- 責任トン数　- 「船舶油濁等損害賠償保障法」及び「船舶の所有者等の責任の制限に関する法律」に基づき定められるトン数。

- パナマ運河トン数（Panama Canal Net Tonnage) - パナマ運河の通航料計算のために用いられる。国際総トン数の算出に用いた船舶の総容積に、パナマ運河当局が定める係数をかけて算出するトン数。「PCNT」と表記されることがある。パナマ運河の通航料は現在は「TEU」（Twenty Foot Equivalent Unit）を用いて計算されている。

- スエズ運河トン数（Suez Canal Net Tonnage） - スエズ運河の通航料計算のために用いられる。純トン数をもとに、スエズ運河庁が定める基準を加えて算出するトン数。「SCNT」と表記されることがある。

- 載貨容積トン数（Capacity） - 貨物の最大積載量の容積。この場合は40立方フィートを1トンとする。船舶の用途に応じて、穀物等の粒体・粉体物を積載する場合の「ばら荷容積トン数」（Grain capacity）と、包装・袋詰めをされた貨物を積載する場合の「包装容積トン数」（Bale capacity）がある。

- 標準貨物船換算トン数（Compensated gross tonnage、CGT） - 船舶の建造工事量を表す指標である。船種が異なれば、設計条件や内部構造も異なり、要求される技術のレベルも異なる。タンカーやばら積み船と比べ、客船は手間や資材も多く掛る。造船会社間の工事量を比較するにも、国別の工事量を比較するにも、総トン数や載貨重量トン数ベースの比較は合理的ではないので、船種によって予め決められた二つの係数と総トン数を使って、国際的に決められた計算式に基づいて算出される値（これを標準貨物船換算トン数という）を使うことにより、より正確な工事量の比較をすることができる。

## 備考
- 潜水船のトン数については、船舶のトン数の測度に関する法律施行規則（昭和56年運輸省令第47号）第8条（特殊な構造を有する船舶のトン数の算定方法）に基づき、「潜水船のトン数の算定方法を定める告示」（平成元年運輸省告示第260号）で算定される[8]。